# The Man in the Funny Suit
The Man in the Funny Suit (1960) é episódio da série Westinghouse Desilu Playhouse, um drama televisivo detalhando a agonia enfrentada pelo ator Keenan Wynn enquanto ajudava seu pai, o comediante Ed Wynn, a desenvolver um papel importante na produção original televisiva de Rod Serling Requiem for a Heavyweight.  
Requiem foi o primeiro papel dramático de Wynn após décadas atuando na comédia. Quando Wynn não tinha certeza de como proceder, ele confiaria em sua antiga forma de fazer comédia com bordões e piadas, a maioria fora de contexto. Como Requiem foi um drama programado para ser transmitido ao vivo, isto causou muita consternação e preocupação entre a estafe e o elenco. Quando chegou a hora do show, todavia, Ed Wynn surpreendeu a todos com sua performance sincera e irretocável.  
Os Wynns, Serling, e Red Skelton fazem os papéis deles mesmos nessa obra, que originalmente foi ao ar em 15 de abril de 1960. "The Man in the Funny Suit" foi escrito e dirigido por Ralph Nelson, sendo inclusive o diretor do episódio de 1956 Requiem for a Heavyweight,que passou no Playhouse 90, e da versão posterior do cinema, o qual tivera no elenco Jackie Gleason e Mickey Rooney nos papéis de Keenan e Ed Wynn.

## Elenco
- Keenan Wynn ... Keenan Wynn
Ed Wynn ... Ed Wynn
Rod Serling ... Rod Serling
Maxine Stuart ... Sharley Wynn
Ralph Nelson ... Ralph Nelson
Red Skelton ... Red Skelton
Bob Mathias ... Bob Mathias
- William Roerick ... Martin Manulis
Max Rosenbloom ... Slapsie Maxie Rosenbloom
Seymour Berns ... diretor de Skelton
Robin Blake ... garota do script
Joey Faye ... Latecomer (
Ned Glass ... suplente de Ed Wynn
Charlene Glazer ... Secretário
Drew Handley ... Diretor assistente
Robert H. Harris ... Diretor técnico
Richard Joy ... locutor
Bill Walker ... porteiro